# Mesonerilla prospera
Mesonerilla prospera is een borstelworm uit de familie Nerillidae. Het lichaam van de worm bestaat uit een kop, een cilindrisch, gesegmenteerd lichaam en een staartstukje. De kop bestaat uit een prostomium (gedeelte voor de mondopening) en een peristomium (gedeelte rond de mond) en draagt gepaarde aanhangsels (palpen, antennen en cirri).
Mesonerilla prospera werd in 1982 voor het eerst wetenschappelijk beschreven door Sterrer & Iliffe.
1. ↑  (en) Mesonerilla prospera op de IUCN Red List of Threatened Species.